# Liste der ÖRK-Mitgliedskirchen im Nahen Osten
Die Liste der ÖRK-Mitgliedskirchen im Nahen Osten erfasst die Mitglieder des Ökumenischen Rats der Kirchen, geordnet nach den Staaten, in denen sie ihren Hauptsitz haben. 
| Hauptsitz (Staat)    | Kirche                                                                       | Kirchenfamilie                 | Mitgliederzahl |
| -------------------- | ---------------------------------------------------------------------------- | ------------------------------ | -------------- |
| Ägypten              | Koptische Orthodoxe Kirche                                                   | Orientalisch-orthodoxe Kirchen | 12.000.000     |
| Ägypten              | Nilsynode der Evangelischen Kirche                                           | Reformierte Kirchen            | 250.000        |
| Ägypten              | Griechisch-Orthodoxes Patriarchat von Alexandrien und ganz Afrika            | Östlich-orthodoxe Kirchen      | 500.000        |
| Iran                 | Evangelisch-presbyterianische Kirche des Iran                                | Reformierte Kirchen            | 1.500          |
| Israel und Palästina | Episkopalkirche von Jerusalem und dem Nahen Osten                            | Anglikanische Kirchen          | 39.882         |
| Israel und Palästina | Griechisch-Orthodoxes Patriarchat von Jerusalem                              | Östlich-orthodoxe Kirchen      | 400.000        |
| Israel und Palästina | Evangelisch-Lutherische Kirche in Jordanien und im Heiligen Land             | Lutherische Kirchen            | ?              |
| Libanon              | Armenische Apostolische Kirche (Kilikien)                                    | Orientalisch-orthodoxe Kirchen | 1.285.000      |
| Libanon              | Nationale Evangelische Synode in Syrien und Libanon                          | Reformierte Kirchen            | 20.000         |
| Libanon              | Vereinigung der Armenischen Evangelischen Kirchen im Nahen Osten             | Reformierte Kirchen            | 9.500          |
| Syrien               | Griechisch-Orthodoxes Patriarchat von Antiochien und dem gesamten Morgenland | Östlich-orthodoxe Kirchen      | 4.320.000      |
| Syrien               | Syrisch-Orthodoxes Patriarchat von Antiochien und dem gesamten Morgenland    | Orientalisch-orthodoxe Kirchen | 1.430.000      |
| Zypern               | Kirche von Zypern                                                            | Östlich-orthodoxe Kirchen      | 654.000        |